# Charles de Broqueville

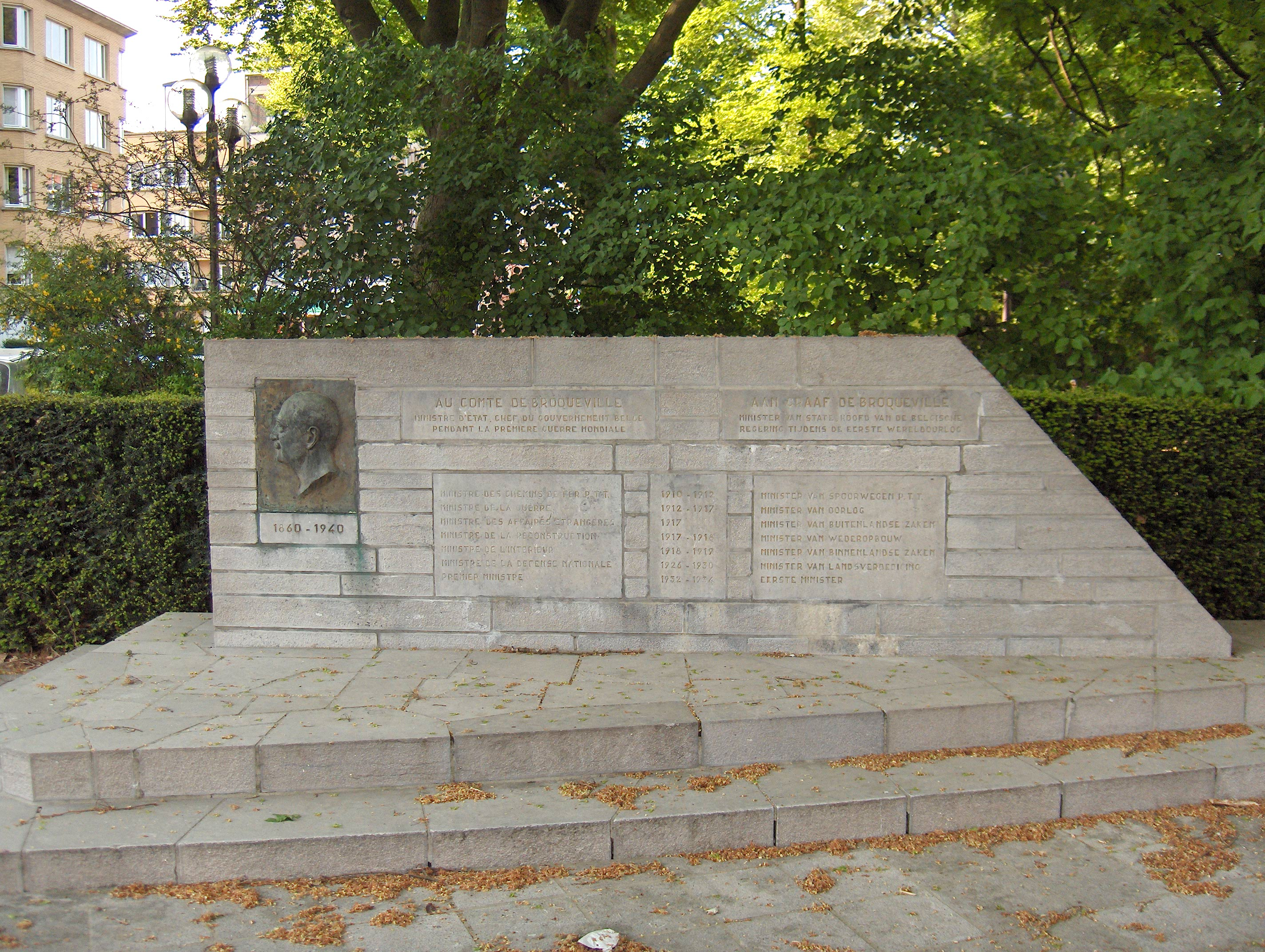
Charles de Broqueville emlékműve Brüsszelben, az Avenue de Broqueville/laan-on

Charles Marie Pierre Albert de Broqueville gróf (1860. december 4. – 1940. szeptember 5.) belga politikus és államférfi volt, Belgium miniszterelnöke 1911 és 1918 között első alkalommal, majd még egyszer 1932 és 1934 között.

## Élete
1860-ban született Postel-ben. 1892-ben választották meg a belga képviselőházba, amelynek 1919-ig tagja volt. 1936-ig a belga szenátus tagja volt. 1910-től 1930-ig megszakítás nélkül a belga kormányok tagja volt különféle pozíciókban:
- Vasúti, postai és távközlési miniszter: 1910-1912
- Hadügyminiszter: 1912-1917
- Külügyminiszter: 1917
- Újjáépítési miniszter: 1917-1918
- Belügyminiszter: 1918-1919
- Honvédelmi miniszter 1926-1930

1911. június 17-én alakította meg első kormányát. Amikor világossá vált, hogy Németország Belgium semlegességének megsértésével, az ország területén átvonulva akarja megtámadni Franciaországot, felügyelte a belga hadsereg mozgósítását.
Az 1914. augusztus 4-én meginduló német támadás előtt összeveszett I. Albert belga királlyal, aki a német határ mentén akarta összevonni a belga csapatokat, míg Broqueville - az ország semlegességét szem előtt tartva - az ország belsejében szétszórtan akarta a csapatokat állomásoztatni. Bár hadászatilag a királynak volt igaza, Broqueville felismerte, hogy Belgium csak akkor számíthat a szövetségesek segítségére, ha fenntartja semlegességének látszatát a német provokáció ellenében is.

A belga kormány a német támadás elől a franciaországi Le Havre városába menekült. A kormány tagjai balról jobbra: Prosper Poullet, A. Hubert, P. Segers, Joris Helleputte, Paul Berryer, Aloïs van de Vyvere, Émile Vandervelde, Paul Hymans, E. Brunet, Albert Goblet d’Alviella, Henry Carton de Wiart, Charles de Broqueville, Jules Renkin és Armand de Ceuninck altábornagy

A belga hadsereg ellenállása ellenére a németeket csak feltartóztatni sikerült és a belga kormánynak menekülni kellett, Franciaországba, Le Havre városába tették át székhelyüket. A háború során mindvégig nézeteltérés volt Broqueville és Albert között a semleges státuszt illetően és a háború befejezésével le is kellett mondania miniszterelnöki posztjáról, bár továbbra is a kormány tagja maradt.
Második kormányát 1932-ben alakította

## Az első Broqueville-kormány tagjai
| Miniszteri tiszt                                       | Név                    | Párt         |
| ------------------------------------------------------ | ---------------------- | ------------ |
| Miniszterelnök, vasúti, postai és távközlési miniszter | Charles de Broqueville | Katolikus    |
| Külügyminiszter                                        | Julien Davignon        | Katolikus    |
| Belügyminiszter                                        | Paul Berryer           | Katolikus    |
| Igazságügyminiszter                                    | Henry Carton de Wiart  | Katolikus    |
| Pénzügyminiszter                                       | Michel Levie           | Katolikus    |
| Ipari és munkaügyi miniszter                           | Armand Hubert          | Katolikus    |
| Mezőgazdasági és közmunkaügyi miniszter                | Aloïs van de Vijvere   | Katolikus    |
| Hadügyminiszter                                        | Joseph Hellebaut       | pártonkívüli |
| Gyarmatügyi miniszter                                  | Jules Renkin           | Katolikus    |

### Változások
- 1912. február 23.
  - Joseph Hellebaut lemond a hadügyminiszteri posztról, amit ideiglenesen Charles de Broqueville veszi át.
- 1912. április 3.
  - Victor Michel (pártonkívüli) lesz az új hadügyminiszter.
- 1912. november 11.
  - Aloïs van de Vijvere lemond a mezőgazdasági és közmunkaügyi miniszteri posztról, helyét Joris Helleputte foglalja el.
  - Charles de Broqueville átadja a vasútügyi tárcát Aloys van de Vijvere-nek, a posta és távközlési tárcát Paul Segers-nek
  - Victor Michel lemond a hadügyminiszteri posztról, helyét Charles de Broqueville veszi át.
- 1915. július 30.
  - Eugène Beyens-t (Katolikus Párt) kinevezik tárca nélküli miniszternek
- 1916. január 18.
  - Julien Davignon lemond a külügyminiszteri posztról és tárca nélküli miniszter lesz (március 12-én meghal). Helyét Eugène Beyens foglalja el.
  - Eugène Goblet d'Alviella (liberális), Paul Hymans (liberális) és Emile Vandervelde (szocialista) politikusokat tárca nélküli miniszternek nevezik ki.
- 1917. augusztus 4.
  - Eugène Beyens lemond a külügyminiszteri posztról, helyét Charles de Broqueville veszi át.
  - Charles de Broqueville átadja a hadmügyminiszteri tárcát Armand De Ceuninck-nak (pártonkívüli)
  - Emile Vandervelde (szocialista) polgári és katonai főszemlélő lesz.
- 1917. október 12.
  - Paul Hymans gazdasági miniszteri tárcát kap.
- 1918. január 1.
  - Charles de Broqueville lemond a külügyminiszteri posztról, utódja Paul Hymans. De Broqueville-t kinevezik a nemzeti újjáépítésért felelős miniszternek.
  - Paul Hymans lemond a gazdasági miniszteri posztról, utóda Prosper Poullet (katolikus)
  - Emile Brunet-t (szocialista) kinevezik tárca nélküli miniszternek.

## A második Broqueville-kormány tagjai
| Miniszteri tiszt                          | Név                    | Párt      |
| ----------------------------------------- | ---------------------- | --------- |
| Miniszterelnök és mezőgazdasági miniszter | Charles de Broqueville | Katolikus |
| Külügyminiszter                           | Paul Hymans            | Liberális |
| Belügyminiszter                           | Prosper Poullet        | Katolikus |
| Művészeti és tudományos miniszter         | Maurice Lippens        | Liberális |
| Szállítási miniszter                      | Pierre Forthomme       | Liberális |
| Posta és távközlési miniszter             | François Bovesse       | Liberális |
| Igazságügyi nminiszter                    | Paul-Émile Janson      | Liberális |
| Pénzügyminiszter                          | Henri Jaspar           | Liberális |
| Közmunkaügyi miniszter                    | Gustave Sap            | Katolikus |
| Ipari, munkaügyi és szociális miniszter   | Hendrik Heyman         | Katolikus |
| Védelmi miniszter                         | Georges Theunis        | Katolikus |
| Gyarmatügyi miniszter                     | Paul Tschoffen         | Katolikus |

### Változások
- 1932. december 17.:
  - Charles de Broqueville lemondott a mezőgazdasági és kisvállalkozási miniszteri tisztségről, helyét Gustave Sap (katolikus) vette át.
  - Maurice Lippens (liberális) Oktatási miniszter lett
  - Prosper Poullet (katolikus)  vette át a posta és távközlési minisztériumot François Bovesse-től
  - Hendrik Heyman lemondása után Philip Van Isacker lett az ipari és munkaügyi miniszter, valamint Henry Carton de Wiart a szociális miniszter.
  - Georges Theunis (katolikus) lemondott a védelmi minisztérium éléről, helyét Albert Devèze (liberális) vette át.
- 1934. január 10.:
  - Frans Van Cauwelaert (katolikus) lett az ipari, kisvállalkozásokért felelős és külkereskedelmi miniszter.
  - Prosper Poullet lemond a posta és távközlési minisztérium éléről, utóda Victor Maistriau (liberális).
- 1934. június 12.:
  - Paul Hymans (liberális) lemond a külügyminiszteri posztról, helyét Henri Jaspar (katolikus) vette át.
  - Prosper Poullet (katolikus) lemond a belügyminiszteri posztól, helyét Hubert Pierlot (katolikus) vette át.
  - Gustave Sap (katolikus) lemond a mezőgazdasági miniszteri posztról, helyét Frans Van Cauwelaert (katolikus) vette át.
  - Paul-Emile Janson lemond az igazságügyminiszteri posztról, helyét François Bovesse (liberális) vette át.
  - Henri Jaspar (katolikus) lemond a pénzügyminiszteri posztról, helyét Gustave Sap (katolikus) vette át.
  - Gustave Sap (katolikus)  lemond a közmunkaügyi miniszteri posztról, helyét Pierre Forthomme (liberális) vette át.
  - Jules Ingenbleek (liberális) és  Paul van Zeeland (katolikus) tárca nélküli miniszteri posztot kapnak..

## Fordítás
- Ez a szócikk részben vagy egészben  a   Charles de Broqueville című angol Wikipédia-szócikk fordításán alapul.  Az eredeti cikk szerkesztőit annak laptörténete sorolja fel. Ez a jelzés csupán a megfogalmazás eredetét és a szerzői jogokat jelzi, nem szolgál a cikkben szereplő információk forrásmegjelöléseként.